# The Clinic (serie televisiva)
The Clinic è una serie televisiva irlandese di genere medical drama trasmessa in prima serata su RTÉ One dal 2003 al 2009. La storia si concentra sullo staff della Clarence Street Clinic, un centro medico multidisciplinare di Dublino. 
Da questa serie sono passati alcuni popolari attori irlandesi a inizio carriera quali Saoirse Ronan, Chris O'Dowd, Colin O'Donoghue, Sarah Bolger, Robert Sheehan e Aidan Turner. Nel 2007 e nel 2010 è stata eletta miglior serie dell'anno agli Irish Film and Television Award di Dublino.

## Episodi
| Stagione         | Episodi | Prima TV Irlanda  | Prima TV Italia |
| ---------------- | ------- | ----------------- | --------------- |
| Prima stagione   | 8       | 12 ottobre 2003   | inedita         |
| Seconda stagione | 8       | 17 ottobre 2004   | inedita         |
| Terza stagione   | 10      | 25 settembre 2005 | inedita         |
| Quarta stagione  | 10      | 1 ottobre 2006    | inedita         |
| Quinta stagione  | 10      | 30 settembre 2007 | inedita         |
| Sesta stagione   | 10      | 28 settembre 2008 | inedita         |
| Settima stagione | 8       | 27 settembre 2009 | inedita         |

## Accoglienza
The Clinic è stato uno show irlandese molto popolare. Anche nell'ultima stagione si è piazzato fra i 10 show più visti su RTÉ One nonostante la perdita di 70'000 spettatori. La conferma ufficiale della cancellazione, dovuta agli alti costi della produzione unita a un calo di audience, è stata data il 24 novembre 2009.

## Premi e candidature
| Anno | Evento                                      | Categoria                                                        | Risultato       |
| ---- | ------------------------------------------- | ---------------------------------------------------------------- | --------------- |
| 2004 | Irish Film and Television Award IFTA Awards | Migliore serie TV                                                | Candidato/a     |
| 2004 | Irish Film and Television Award IFTA Awards | Migliore attore in una serie TV a David Wilmot                   | Candidato/a     |
| 2005 | Irish Film and Television Award IFTA Awards | Migliore attore non protagonista in una serie TV a Gary Lydon    | Vincitore/trice |
| 2005 | Irish Film and Television Award IFTA Awards | Migliore attore non protagonista in una serie TV a Chris O'Dowd  | Candidato/a     |
| 2007 | Irish Film and Television Award IFTA Awards | Migliore serie TV                                                | Vincitore/trice |
| 2007 | Irish Film and Television Award IFTA Awards | Migliore attore non protagonista in una serie TV a Gary Lydon    | Vincitore/trice |
| 2007 | Irish Film and Television Award IFTA Awards | Migliore attrice non protagonista in una serie TV a Gemma Craven | Candidato/a     |
| 2008 | Irish Film and Television Award IFTA Awards | Migliore attrice in una serie TV a Aisling O'Sullivan            | Vincitore/trice |
| 2008 | Irish Film and Television Award IFTA Awards | Migliore serie TV                                                | Candidato/a     |
| 2009 | Irish Film and Television Award IFTA Awards | Migliore sceneggiatura a Peter McKenna                           | Candidato/a     |
| 2009 | Irish Film and Television Award IFTA Awards | Migliore attore in una serie TV a Dominic Mafham                 | Candidato/a     |
| 2009 | Irish Film and Television Award IFTA Awards | Migliore attore non protagonista in una serie TV a David Herlihy | Candidato/a     |
| 2009 | Irish Film and Television Award IFTA Awards | Migliore serie TV                                                | Candidato/a     |
| 2010 | Irish Film and Television Award IFTA Awards | Migliore serie TV                                                | Vincitore/trice |